# Toni Koskela
Toni Koskela (* 16. Februar 1983 in Helsinki) ist ein ehemaliger finnischer Fußballspieler und heutiger -trainer. Mit dem HJK Helsinki wurde er zwischen 2019 und 2023 als Trainer unter anderem mehrfach finnischer Meister. Derzeit trainiert er den schwedischen Zweitligisten Kalmar FF.

## Spielerkarriere
Koskela begann seine Karriere im Herrenbereich 2001 in seiner Heimatstadt beim Erstligisten FC Jokerit, mit dem er am Saisonende zunächst in die zweite Liga abstieg, aber 2002 den direkten Wiederaufstieg erreichte. Im Juli 2003 wurde der Mittelfeldspieler für ein halbes Jahr an den Ligakonkurrenten FC Hämeenlinna ausgeliehen. 2004 schloss er sich dem Ligakonkurrenten FC KooTeePee an, bei dem er Stammspieler wurde. Von 2004 bis 2005 absolvierte er zudem mindestens drei Spiele für die finnische U21-Nationalmannschaft.
Mit 21 Jahren ging Koskela Ende 2004 nach Wales und absolvierte beim Hauptstadtverein Cardiff City, der in der zweiten englischen Liga antrat, zunächst ein Probetraining, der ihn daraufhin ab Januar 2005 unter Vertrag nahm. In der Folge kam er dort jedoch lediglich zu drei Pflichtspiel-Einsätzen, einer davon im Pokal gegen den FC Arsenal, woraufhin sein Vertrag nach einem Jahr im Januar 2006 wieder aufgelöst wurde und Koskela sich dem griechischen Zweitligisten FC Ilisiakos anschloss. Im Rest der laufenden Saison dort kam er aber ebenfalls nur zu zwei Liga-Einsätzen. Daraufhin kehrte er im Sommer 2006 zunächst zum FC KooTeePee nach Finnland zurück. Im Januar 2007 ging er zur beginnenden Saison 2007 nach Norwegen zum dortigen Zweitligisten Molde FK, bei dem er sich als Stammspieler durchsetzen konnte und mit dem er am Ende der Saison den Aufstieg in die erste Liga erreichte.
2009 nahm ihn der finnische Erstligist JJK Jyväskylä unter Vertrag. Aufgrund anhaltender Knieprobleme beendete er dort nach Ablauf der Saison 2009 im Alter von 26 Jahren seine Spielerkarriere.

## Trainerkarriere
Nach dem Ende seiner Spielerkarriere war Koskela zunächst als Jugendtrainer von PK-35 Vantaa tätig. 2013 wurde er beim Rekordmeister HJK Helsinki Co-Trainer von Sixten Boström. Nach dessen Abgang 2014 behielt auch der neue Cheftrainer Mika Lehkosuo Koskela als Assistenten. Unter beiden Cheftrainern konnte er 2013, 2014 und 2017 jeweils die finnische Meisterschaft erringen, 2014 und 2017 zusätzlich auch den finnischen Fußballpokal und 2015 den Ligapokal. Ab Januar 2015 übernahm Koskela zusätzlich das Training der Reservemannschaft Klubi 04 in der dritten Liga. 2017 erreichte er mit dieser Mannschaft den Aufstieg in die zweite Liga.
Zur Saison 2018 verpflichtete ihn der Erstligist Rovaniemi PS als Cheftrainer, mit dem Koskela daraufhin in der Liga die Vizemeisterschaft erreichte.
Im Mai 2019 beendete Koskela seine Tätigkeit dort, um zum HJK Helsinki zurückzukehren und dort neuer Cheftrainer zu werden, wo er der Nachfolger seines ehemaligen Chefs Mika Lehkosuo wurde. In der darauf folgenden Saison 2020 erreichte er mit dem Verein das Double aus Meisterschaft und Pokal. 2021 wurde er mit dem HJK erneut Meister, unterlag aber im Pokalfinale dem Kuopion PS. In der anschließenden Saison 2022 gelang ihm mit der Mannschaft der dritte Meistertitel in Folge. Darüber hinaus konnte er sich mit der Mannschaft, nach der Conference League 2021/22, auch für die Gruppenphase der Europa League 2022/23 qualifizieren; dies war die erste Teilnahme an einer Europapokal-Hauptrunde in zwei aufeinanderfolgenden Jahren der Vereinsgeschichte. Am Ende der Saison 2022 wurde Koskela als Trainer des Jahres der Liga ausgezeichnet. Zur Mitte der anschließenden Saison 2023 stellte der Verein Koskela im Juli 2023 nach vier Jahren von seiner Tätigkeit frei, nachdem die Mannschaft in der Liga nach den ersten 14 Spielen nur auf dem vierten Tabellenplatz stand.
Im Oktober 2023 verpflichtete der zypriotische Erstligist AEL Limassol Koskela als neuen Cheftrainer. Er übernahm die Mannschaft auf dem zehnten Tabellenplatz. Nach bis dahin 13 Punkten aus 13 Ligaspielen mit insgesamt vier Siegen, einem Unentschieden und acht Niederlagen gab der Verein drei Monate später im Januar 2024, auf dem neunten Tabellenplatz stehend, die einvernehmliche Trennung von Koskela bekannt.
Anfang 2025 übernahm Koskela zu Beginn der Saison den schwedischen Verein Kalmar FF, der zuvor in die zweite Liga abgestiegen war, und unterschrieb dort einen Vertrag über drei Spielzeiten bis Ende 2027.

## Erfolge
Als Trainer:
- Finnischer Meister: 2020, 2021 und 2022 mit HJK Helsinki
- Finnischer Pokal: 2020 mit HJK Helsinki
- Finnischer Ligapokal: 2023 mit HJK Helsinki
- Aufstieg in die Ykkönen (Finnland): 2017 mit Klubi 04
- Trainer des Jahres der Veikkausliiga: 2022

Als Co-Trainer:
- Finnischer Meister: 2013, 2014 und 2017 mit HJK Helsinki
- Finnischer Pokal: 2014 und 2017 mit HJK Helsinki
- Finnischer Ligapokal: 2015 mit HJK Helsinki

Als Spieler:
- Aufstieg in die Veikkausliiga (Finnland): 2002 mit dem FC Jokerit
- Aufstieg in die Eliteserien (Norwegen): 2007 mit Molde FK